# 地平線 (映画)
『地平線』（ちへいせん）は、1984年2月11日に日本で公開された映画。

## 概要
実家の倒産を救うため、20歳で渡米結婚した女性を中心に、アメリカの大地に生き抜いた日本移民たちの姿を描く。新藤兼人が実姉をモデルに書き下した『祭りの声』をもとに、自身が脚本化、監督した。撮影も同作の丸山恵司がそれぞれ担当。
現在に至るまで、DVDなどのソフト化は一切行われていない。作品そのものの版権と原盤のありかが不明確で、そのためソフト化はもちろん上映も困難だという。また製作を行ったマルゲンフィルムの川本源司郎の意志により、ビデオ化等はもとより封切りを除きその後の公開を一切許されていないともいう。なおフィルムの一本は国立映画アーカイブに収蔵されている。

## ストーリー
1920年夏、藤木秀代は写真結婚でアメリカにやって来た。家の倒産を救うため彼女は多額の結納金を請求したが、それは夫になる良夫が10年間汗水流して貯めたものだった。それから、荒野の壮絶な生活がはじまった。灼熱の太陽の照る中、水を天びんで運び、石ころだらけの土地を耕す。秀代はホームシックでヒステリーを起こしたが、良夫の怒声がかえってきた。そうして、荒地も野菜畑に変わっていった。24年の歳月がたち、秀代は、太郎、サクラ、モモコ、アヤメと4人の母になっていた。1941年12月8日、日本の真珠湾攻撃で太平洋岸の日系移民12万は大統領令9066号により強制収容所送りとなる。藤木家はアリゾナ州ゴードン収容所に入れられ、土地も財産もただ同然で投げ棄てた。アメリカへの忠誠か、日本人たるべきかと重大な岐路に立たされた日系人は、一世と二世との間に骨肉の争いが起きる。ある日、スパイとして密告され拉致されたサトウを取り戻そうと暴動が起き、太郎が危険人物として捕えられた。収容所内では“忠誠登録”が優勢となり、若者たちはアメリカ軍隊へ志願して行った。許されて戻った太郎も志願して出征した。原爆が広島に落とされ戦争は終わった。1945年、収容所生活4年目、藤木一家はもとの土地へ戻ってきたが、一からやり直しである。メキシコ国境に近いオータイバレーで土地が手に入ると知った彼らは、他の日系人と共に移り住み、荒地を耕した。終戦2年目、太郎が帰還する日、サクラもカリフォルニア大学から戻って来た。その間、良夫は山で事故にあい不慮の死を遂げていた。サクラは白人のボーイフレンドと一緒に暮らしており結婚するという。百姓の日本人を嫌う娘に秀代は失望するが、太郎が彼女を慰め畑を手伝い始めた。モモコも、また白人を好きになり出て行く。秀代は太郎に日本人の嫁をもらえと、日本へ送り出す。そして、太郎から秀代の育った広島で花嫁が見つかりそうだと、便りが届いた。

## スタッフ
- 監督・原作・脚本：新藤兼人
- 製作：川本源司郎
- プロデューサー：高島道吉、赤司学文
- 撮影：丸山恵司
- 音楽：林光
- 主題歌：宇崎竜童「地平線」

## キャスト
- 藤木秀代（40代以降）：乙羽信子
- 藤木秀代（20代〜30代）：藤谷美和子
- 藤木良夫：永島敏行
- 藤木太郎：時任三郎
- 藤木サクラ：秋吉久美子
- 藤木モモコ：田中美佐子
- 藤木アヤメ：川上麻衣子
- 寛次郎：ハナ肇
- タエ：園佳也子
- 大森：愛川欽也
- 二世青年ミナミ：井川比佐志
- 二世青年ヤマモト：風間杜夫
- 二世青年ヨシダ：西田敏行
- 二世青年スズキ：草見潤平
- 三郎：篠塚勝
- 谷本：殿山泰司
- ドブネズミ：戸浦六宏
- 老いたる一世：森塚敏
- 先生：土屋御代子
- ヨシダの母：初井言榮